# Cantone di Tomblaine
Il Cantone di Tomblaine era una divisione amministrativa dell'arrondissement di Nancy.
È stato soppresso a seguito della riforma complessiva dei cantoni del 2014, che è entrata in vigore con le elezioni dipartimentali del 2015.
Comprendeva i comuni di:
- Art-sur-Meurthe
- Buissoncourt
- Cerville
- Erbéviller-sur-Amezule
- Fléville-devant-Nancy
- Gellenoncourt
- Haraucourt
- Laneuveville-devant-Nancy
- Lenoncourt
- Réméréville
- Tomblaine
- Varangéville